# Borovnica (gemeente)
Borovnica (Duits: Franzdorf) is een gemeente in de Sloveense regio Osrednjeslovenska en telt 3839 inwoners (2002).

## Plaatsen in de gemeente
Borovnica, Breg pri Borovnici, Brezovica pri Borovnici, Dol pri Borovnici, Dražica, Laze pri Borovnici, Lašče, Niževec, Ohonica, Pako, Pristava, Zabočevo
Borovnica · Brezovica · Dobrepolje · Dobrova-Polhov Gradec · Dol pri Ljubljani · Domžale · Grosuplje · Horjul · Ig · Ivančna Gorica · Kamnik · Komenda · Litija · Ljubljana · Log-Dragomer · Logatec · Lukovica · Medvode · Mengeš · Moravče · Škofljica · Šmartno pri Litiji · Trzin · Velike Lašče · Vodice · Vrhnika